# Neoerysiphe chelones
Neoerysiphe chelones är en svampart som först beskrevs av Ludwig David von Schweinitz, och fick sitt nu gällande namn av U. Braun 1999. Neoerysiphe chelones ingår i släktet Neoerysiphe och familjen Erysiphaceae.   Inga underarter finns listade i Catalogue of Life.